# Dietmar Öfner
Dietmar Öfner-Velano (* 18. Mai 1957) ist ein österreichischer Chirurg mit Schwerpunkt Viszeralchirurgie (Chirurgische Onkologie, Tumorchirurgie) und Direktor der Universitätsklinik für Visceral-, Transplantations- und Thoraxchirurgie der Medizinischen Universität Innsbruck.

## Leben
Öfner studierte nach der Volksschule in Nassereith und dem Bundesrealgymnasium in Imst Medizin in Innsbruck, wo er 1984 auch promovierte. Nach erfolgter Facharztausbildung folgte 1994 ein wissenschaftlicher Aufenthalt am Gerhard-Domagk-Institut für Pathologie an der Westfälischen Wilhelms-Universität Münster. 1995 wurde ihm die Lehrbefugnis als Universitätsdozent für Allgemeinchirurgie verliehen. Von 2004 bis 2009 war er Stellvertretender Direktor und Geschäftsführender Oberarzt der Universitätsklinik für Visceral-, Transplantations- und Thoraxchirurgie an der Medizinischen Universität Innsbruck. 2009 wurde Öfner an die Universitätsklinik für Chirurgie der Paracelsus Medizinischen Privatuniversität berufen. Zum 1. März 2015 Berufung auf den Lehrstuhl der Universitätsklinik für Visceral-, Transplantations- und Thoraxchirurgie der Medizinischen Universität in Innsbruck.

## Publikationen
- Liste der Publikationen